# Цимбалюк Ганна Яківна
Цимбалюк Ганна Яківна (народилась 18 серпня 1947 р.в селі Новолабунь Полонського району Хмельницької області) — Заслужений економіст України.

## Біографія
Народилась 18 серпня 1947 року в селі Новолабунь Полонського району Хмельницької області в сім'ї колгоспників.
В 1965 році вступила в Шепетівський технікум бухгалтерського обліку.
Після закінчення технікуму в 1967 році працювала старшим бухгалтером центральної майстерні при Полонському РО «Сільгосптехніка». З 1969 по 1976 рр. — головним економістом в колгоспі ім. Кірова, з 1976 по 1982 рр. — економістом по оплаті праці в колгоспі ім. Б. Хмельницького.
З 1982 року Ганна Яківна трудилася у районному управлінні сільського господарства та продовольства, де була економістом із соціальних питань, старшим економістом з оплати праці, керівником групи планування і оплати праці, головним економістом, начальником відділу реформування, заступником начальника управління і водночас головним економістом. Усі ці роки Ганна Яківна очолювала профспілкові організації. Зараз є головою районної профспілкової організації працівників агропрому, заступником голови районної ради організації ветеранів України, членом громадської ради при виконкомі міської ради Полонської територіальної громади, Почесним громадянином міста Полонного. 

## Нагороди
В 2002 році Ганні Цимбалюк було присвоєно звання «Заслужений економіст України».